# Phthirusa stenophylla
Phthirusa stenophylla är en tvåhjärtbladig växtart som beskrevs av August Wilhelm Eichler. Phthirusa stenophylla ingår i släktet Phthirusa och familjen Loranthaceae. Inga underarter finns listade i Catalogue of Life.